# 이노촌 (미에현)
이노촌(飯野村)은 미에현 가와와군·가와게군에 있던 촌이다. 현재의 스즈카시 중부에 해당한다.

## 역사
- 1889년 4월 1일 - 정촌제 시행에 의해 가와와군 이노촌이 성립하였다.
- 1896년 4월 1일 - 군제 시행에 의해 가와게군으로 변경되었다.
- 1942년 12월 1일 -  시로코정,간베정,  가와노촌, 이치노미야촌, 이노우촌, 다마가키촌, 와카마쓰촌, 스즈카군 고촌, 스즈카군 쇼노촌, 마키타촌, 다카쓰세촌과 합병해, 스즈카시가 성립하여, 동일 이노촌은 폐지되었다.

## 교통

### 철도
현재는 구촌 지역에 긴테쓰 스즈카선 미카이치역이 있고, 이세 철도 이세선이 지나가고 있지만, 당시에는 모두 미개업 상태였다.

## 참고문헌
- 角川日本地名大辞典 24 三重県